# Tophit
TopHit (en ruso: ТопХит) es un plataforma en línea que controla la difusión radiofónica, prueba y distribuye nuevas canciones en la radio, publica listas de radio e Internet y recauda donativos para los artistas.
Entre los fieles usuarios y socios de TopHit figuran más de 5.700 artistas, grupos, DJ y decenas de sellos discográficos, como Warner Music Group, Universal Music Group, Sony Music Entertainment, BMG Entertainment, Black Star y Velvet Music, entre otros.
Actualmente, más del 90% de los éxitos de radio y más del 60% de los de YouTube y Spotify se envían a las emisoras de radio a través de TopHit, junto con canciones totalmente nuevas. Los servicios de la plataforma están disponibles para 1070 emisoras de radio y 75 canales de televisión en 38 países, entre ellos Rusia, Ucrania, países de la CEI y Europa, Oriente Medio, Estados Unidos y Canadá. 
La audiencia semanal de las emisoras asociadas a TopHit supera los 200 millones de oyentes y espectadores. TopHit se utiliza a menudo como fuente de datos sobre la popularidad de un artista concreto en Rusia y los países de la CEI.Universal Music nombra a TopHit el sitio web con más autoridad en el seguimiento de las ondas radiofónicas rusas.Los expertos señalan que TopHit es ante todo una herramienta profesional para músicos, editores y radiodifusores, y sólo después un producto para el gran público.
Como parte de sus premios internos anuales Top Hit Music Awards, el proyecto celebra a los mejores artistas de la radio, YouTube y Spotify, así como los éxitos más populares de la radiodifusión e Internet.

## Historia

### 1990
- El proyecto "Diálogo" se convirtió en el prototipo de TopHit Kim Breitburg, Evgeny Fridlyand y Vadim Botnaryuk para encontrar y promocionar a jóvenes artistas a través de emisoras de radio regionales. Cada una de las 50 emisoras de radio participantes en "Diálogo" presentó dos canciones de "su" artista local a una audiencia multimillonaria. Tras seis meses de rotación, los oyentes de cada emisora votaron las mejores canciones y artistas.  Los "graduados" más famosos de Dialogue son Nikolai Trubach, Konstantin y Valery Meladze. Los futuros fundadores de TopHit, Igor Kraev y Vadim Botnaryuk, fueron directores de programas de las emisoras de radio participantes en Dialogue: Crimean Radio Rox, de Sebastopol, y Radio Set, de Mykolaiv.

### 2000
- 2002, julio-agosto — Igor Kraev, con la participación de Vadim Botnaryuk, ideó un sistema de distribución en línea de novedades musicales a emisoras de radio regionales. El prototipo de la plataforma se ha probado en el subdominio radio.ars-records.ru del sello discográfico ARS-Records desde otoño de 2002.
- 2003, 27 de marzo — Igor Kraev y Vadim Botnaryuk lanzan una nueva plataforma de distribución en línea de canciones a emisoras de radio en el dominio mp3fm.ru; más de 50 emisoras de radio regionales de Rusia y los países de la CEI, decenas de jóvenes artistas e incluso estrellas rusas del pop, como Alyona Sviridova, Vladimir Kuzmin, Leonid Agutin, Ala Pugachova, Murat Nasyrov, Ilya Lagutenko se convierten en socios de mp3fm.ru.
- 2003, 1 de noviembre — intento de secuestro de la plataforma por parte de un raider que se hace con el control del dominio mp3fm.ru, el sitio deja de funcionar.
- 2003, 3 de noviembre — Igor Kraev registra el dominio tophit.ru y el servicio se relanza en tophit.ru.
- 2003, noviembre — TopHit comienza a publicar la lista de radio Weekly General Airplay Top Hit 100, que sigue las estadísticas de difusión de los éxitos populares.
- 2003, noviembre — la primera gran emisora de radio en red, Russkoe Radio Ukraine, se convierte en socio de TopHit.
- 2004, enero — se publican por primera vez la lista mensual de éxitos radiofónicos de diciembre y la lista anual de singles radiofónicos; según TopHit, el mejor tema radiofónico de 2003 en Rusia y los países de la CEI fue la canción "Ocean and Three Rivers" interpretada por Valeri Meladze y VIA Gra.
- 2004, 13 de febrero — la mayor cadena de radio rusa "Europa Plus" se convierte en socio de TopHit, a la que pronto se unen otras importantes cadenas de radio moscovitas: Avtoradio, Russkoye Radio, Love Radio, Maximum, Nashe Radio y otras.
- ¡2004, abril — el primer concierto en directo TopHit Live! 2004 con la participación de estrellas rusas del pop.
- 2005, enero - se publican por primera vez la lista final (de 2004) de los éxitos radiofónicos más populares y la lista anual de artistas. TopHit nombra a Irakliy, Glukoz'u, Hi-Fi y Uma2rman mejores artistas de 2004 en TopHit radio, y a "Vika", del grupo Korni, éxito del año.
- 2005, 20 de abril — Sony Music Entertainment se convierte en socio de TopHit, al que más tarde se unieron Universal Music (26.07.2005) y Warner Music (20.10.2005).
- 2005, diciembre — el número de emisoras de radio asociadas a TopHit alcanzó las 350, las mayores redes de radio de Rusia y los países de la CEI también se convirtieron en socios de TopHit durante 2005: Autoradio, DFM, Yumor FM, Dorozhnoe Radio, Russkoye Radio, Nashe Radio, Love Radio y otras.
- 2006, enero — se publican por primera vez listas anuales separadas de éxitos radiofónicos y artistas en lengua rusa; los artistas más populares de 2005 fueron Brothers Grim, Uma2rman, Valeria y Dima Bilan, y el tema del año en la radio fue la canción "From a Clean Slate" de Dmitry Malikov.
- 2006, febrero — el número de emisoras de radio asociadas a TopHit alcanzó las 400, y el número de emisoras de radio moscovitas que participan en la lista TopHit llegó a 18.
- 2007, marzo — TopHit recibe el premio A. Popov "por su gran contribución al desarrollo de la radiodifusión en lengua rusa en el extranjero". A. Popov "por su gran contribución al desarrollo de la radiodifusión en ruso en el extranjero".
- 2007, junio — lanzamiento de la distribución en línea de vídeos musicales para canales de televisión.
- 2008, 19 de enero — Vadim Botnaryuk murió; la causa de su muerte fueron las graves heridas causadas por delincuentes desconocidos en la noche del 15 de enero en el patio de la casa de Moscú donde vivía uno de los fundadores de TopHit.
- 2008, junio — los titulares de derechos de autor tienen la oportunidad de subir sus propios contenidos a TopHit.
- 2009, febrero — lanzamiento de pruebas previas en línea de nuevas canciones por parte de editores musicales de emisoras de radio, sellos discográficos y los propios artistas.

### 2010
- 2010, febrero — TopHit registra su marca en Ucrania y lanza el servicio en el dominio tohit.ua.
- 2010, marzo — toda la música nueva se puso a disposición de las emisoras de radio asociadas a TopHit en formato .wav sin comprimir.
- 2010, octubre — comienza la producción y distribución del programa de radio y televisión "Top Hit Chart", una lista de éxitos de una hora de duración con las mejores canciones de la semana.
- 2011, enero — por primera vez se publican listas finales de éxitos radiofónicos separadas para Rusia y Ucrania.
- 2011, febrero — se presentó el primer informe anual sobre la situación de la radio en Rusia y los países de la CEI,[9] elaborado por Igor Kraev a partir de los resultados del análisis de las estadísticas anuales de emisión de TopHit.
- Desde 2013, la ceremonia anual de los Top Hit Music Awards Russia se celebra para rendir homenaje a los mayores logros de artistas, autores y discográficas en la difusión radiofónica y en Internet. Legendarios intérpretes, autores y productores rusos se convierten en miembros del Salón de la Fama TopHit — Top Hit Hall Of Fame.
- 2013, septiembre — TopHit traslada la fonoteca de la plataforma de una parrilla de formatos de radio estadounidense que incluye formatos Contemporary Hit Radio (CHR), Adult Contemporary (AC), Hot AC, Urban, etc. a un sistema de formatos más sencillo como Pop, Dance, Rock, Rap, Jazz, etc.
- 2015, enero — Lanzamiento de la versión 3.0 de la plataforma TopHit.
- 2015, marzo — TopHit firma un acuerdo de colaboración con Google y comienza a publicar las listas YouTube Russia y Radio & YouTube Russia.
- 2016, enero — TopHit ha publicado por primera vez en exclusiva las listas de YouTube Rusia de 2015 - listas de intérpretes y vídeos musicales, así como las listas anuales consolidadas Top 100 Radio & YouTube Artists Russia, Top 200 Radio & YouTube Hits Russia.
- 2017, julio — TopHit lanza su propio sistema de monitorización de airplay radiofónico y el bot de telegram TopHit Spy para seguir en tiempo real la aparición de éxitos en las ondas de más de 800 emisoras de radio.
- 2019, enero — el número de emisoras de radio asociadas a TopHit superó por primera vez las 1000, y la geografía de la plataforma se amplió a 30 países de Europa, Asia, Oriente Medio y Estados Unidos.
- 2019, abril — se lanza el sello discográfico de TopHit.

### 2020
- 2020, abril — por primera vez, Top Hit Music Awards Ukraine premia a los mejores artistas, autores y sellos discográficos de Ucrania.
- 2020, mayo — se lanza el sistema TopHit Pay, que permite a los usuarios de TopHit enviar donaciones a los artistas.
- 2021, marzo — TopHit se convierte en socio de Spotify para la publicación de listas de éxitos de esta plataforma de streaming.
- 2021, septiembre — TopHit actualiza su nuevo sistema de prueba de productos. A partir de ahora, todas las canciones se clasifican en una escala de 10 puntos, y su clasificación se ve influida no sólo por las calificaciones preliminares de las emisoras de radio, sino también por la suma de la difusión radiofónica de la canción y las visualizaciones de vídeos de YouTube.
- 2021, noviembre — TopHit publicó la primera edición del programa Top Hit Chart Ukraine. El presentador de la primera edición fue Jerry Heil. Los próximos episodios, junto con Jerry Heil, también serán presentados por Artem Pivovarov, MamaRika, Anna Trincher y otras estrellas de la escena ucraniana.
- 2023, marzo: presentación del renovado portal único en el dominio tophit.com .[10]

## Principios de funcionamiento
TopHit es una plataforma agregadora, distribuidora y promotora de contenidos musicales digitales. Autores, intérpretes, productores y sellos discográficos suben sus nuevas obras, bandas sonoras y videoclips a TopHit. Las emisoras de radio y canales de televisión prueban las novedades, descargan las que consideran prometedoras para su emisión y las ponen en rotación. Los representantes de los sellos discográficos utilizan TopHit para seguir la aparición de nuevas obras, pistas, sus intérpretes y autores, con los más interesantes de los cuales firman luego contratos.
TopHit, mediante su propio servicio TopHit Spy, supervisa las emisiones de las emisoras de radio asociadas 24 horas al día, 7 días a la semana, y genera estadísticas de rotación.  A partir de estas estadísticas, se publican listas de radio consolidadas. La plataforma también publica listas de YouTube y Spotify. TopHit proporciona datos de rotación detallados de cada canción a los titulares de derechos de autor: artistas, autores, editores musicales y sellos discográficos.

### Agregación y distribución de contenidos musicales
Una de las principales funciones de TopHit es agregar y distribuir nuevos éxitos radiofónicos a las emisoras de radio. TopHit también distribuye vídeos musicales en televisión desde 2007. A 1 de noviembre de 2021, la audioteca de TopHit consta de más de 150 000 éxitos radiofónicos, de los cuales el 50 % son en inglés, el 45 % en ruso y alrededor del 5 % en otras lenguas europeas. La base de datos de vídeos musicales TopHit contiene más de 10.000 videoclips. En la actualidad, los titulares de derechos (autores, artistas, grupos, DJ y discográficas) suben cada día a TopHit hasta 5 nuevos vídeos musicales y 25-30 nuevas canciones. Las novedades probadas con éxito se ponen a disposición de las emisoras de radio asociadas a TopHit para su descarga y se incluyen en las emisiones de radio.

### Probar nuevas canciones
Desde 2009, TopHit ha introducido pruebas en línea de todas las innovaciones musicales. Las pruebas las realizan los redactores musicales de las emisoras de radio asociadas a TopHit. En función de la puntuación obtenida en la prueba, se toma una decisión sobre su colocación en TopHit y su promoción en la radio. Desde 2021, las pruebas son continuas (pruebas previas antes de que una canción aparezca en antena y luego pruebas en antena); la calificación actual de cada pista se mide en una escala de 10 puntos; el grado de correspondencia entre el formato de la pista que se prueba y el probador se tiene en cuenta automáticamente. La calificación final de cada pista se calcula a partir de más de 10 factores con distinta ponderación. El procedimiento de prueba consiste en escuchar una versión corta de un tema nuevo y luego dar una calificación de "me gusta" o "no me gusta". Los puntos que recibe una pista durante las pruebas preliminares (previas a la emisión) están sujetos a "inflación", se deprecian y vuelven a cero al cabo de unos meses. Al mismo tiempo, se acumulan puntos de "emisión" y "visionado" por cada canción que sale al aire y en las plataformas de streaming. Por lo tanto, las canciones que más se emiten, más vistas tienen en YouTube y más se escuchan en Spotify son las que obtienen las puntuaciones más altas.

### Top Hit de las listas musicales
En enero de 2004, TopHit publicó su primera lista mensual (diciembre) de Top Radio Hits y la lista anual de singles radiofónicos y de artistas más populares en la radio. Según TopHit, el mejor tema de 2003 en la radio de Rusia y la CEI fue la canción «Okean i Tri Reki», interpretada por Valeri Meladze y el grupo VIA Gra. De 2003 a 2016, las estadísticas, a partir de las cuales TopHit calculaba y publicaba las listas de radio, se basaban en los informes al aire enviados a TopHit por las propias emisoras de radio cada semana. Anatoly Veitzenfeld y Mikhail Sergeev, de la revista Sound Designer, escribieron que, de este modo, "el proyecto organizó un bucle de retroalimentación con las emisoras, lo que permitió obtener datos estadísticos sobre la difusión de obras en antena".
En 2017, TopHit conectó sintonizadores digitales multicanal y puso en marcha un seguimiento en antena independiente en Moscú, San Petersburgo y Kiev, y empezó a utilizar el reconocimiento de audio para reconocer las listas de reproducción de las emisoras de radio. Junto a esto, se utiliza un sistema de lectura de metadatos en espejos de Internet de emisoras de radio FM. El número de emisoras de radio asociadas ha aumentado a mil. En 2015, TopHit comenzó a publicar listas de YouTube, así como una lista combinada de Radio y YouTube. En diciembre de 2021, TopHit empieza a incluir en la tabla combinada datos de escucha de canciones en Spotify, así como estadísticas de rotación de canciones en el espacio público ruso. Desde 2019, TopHit utiliza su propio sistema de reconocimiento de pistas para los flujos de audio de Top Hit Spy. Además del gráfico compuesto, se publican gráficos semanales para Moscú y Kiev, gráficos mensuales (totales, así como para las ciudades especificadas) y gráficos anuales (totales, para las ciudades especificadas y por separado por artista).
Desde 2021, TopHit publica por separado las listas de radio, YouTube, Spotify y las estadísticas de rotación de canciones en el espacio público de Rusia y los países de la CEI, además de la lista combinada (All Media). Los usuarios profesionales de la plataforma también pueden acceder a las listas de éxitos de todas las emisoras de radio, cuyas emisiones son supervisadas por TopHit. Según la periodicidad de las actualizaciones, todas las listas publicadas por TopHit se dividen en semanales, mensuales, trimestrales, anuales y decenales. Las estadísticas musicales de TopHit son más completas en Rusia (incluido Moscú) y Ucrania (incluido Kiev), así como en la CEI y Europa del Este.

#### Top Hit Chart programa de radio y televisión
Basándose en los datos del portal, el canal Muz-TV emitió entre 2010 y 2013 el programa de televisión Top Hit Chart, que presentaba treinta de las canciones más populares de la radio en Rusia y la CEI. Según Advertology.ru, el programa fue uno de los diez programas musicales más populares de la televisión, con una cuota media del 3,7% y una audiencia del 0,7%.
Actualmente, la versión en ruso del programa se emite semanalmente en más de 50 emisoras de radio de Rusia y la antigua Unión Soviética. Entre sus presentadores han figurado Eva Polna, Anita Tsoy, Garik Burito, Nyusha y Anna Pletnyova. En la actualidad, Timur Rodríguez, Mitya Fomin y Khabib Sharipov se alternan en la conducción del programa. La versión en ucraniano de la lista, lanzada en noviembre de 2021, está presentada por Jerry Heil, Artyom Pivovarov y otras estrellas de la música pop ucraniana.

#### TopHit hitos adicionales
- Dima Bilan y David Guetta son los artistas más populares en las emisoras de radio asociadas a TopHit. A 1 de enero de 2022, los éxitos de cada uno de ellos se han emitido más de 30 millones de veces.
- MakSim es el único cantante en la historia de la lista, que ha tenido cuatro canciones número uno en un año calendario ("Отпускаю", "Знаешь ли ты", "Ветром стать", "Мой рай" en 2007)
- MakSim ha tenido siete éxitos número uno consecutivos, lo que se considera un récord inquebrantable para otros artistas.[18]
- Elka es el único artista que ha encabezado el Cuadro general anual dos veces y el Cuadro ruso anual tres veces en Tophit.
- Elka es el único artista ruso que encabezó todas las listas de Tophit simultáneamente, en 2010-2011.
- «Provence», interpretada por Elka, pasó 109 semanas en Tophit General 100.[19]
- Max Barskikh ostenta otro récord: su éxito "Ley, ne zhaley" encabezó la lista de éxitos radiofónicos TopHit durante 16 semanas consecutivas en 2020.
- El vídeo musical del grupo Gribi fue el éxito más visto en Rusia en la década de 2010. Encabezó la lista de YouTube Rusia durante 21 semanas y obtuvo más de 200 millones de visitas en Rusia.
- El vídeo musical más visto de la década de 2020 fue el videoclip "Yagoda-Malinka", del cantante ruso Habib Sharipov, que permaneció 39 semanas en el número 1 de la lista rusa de YouTube, con un total de más de 200 millones de visitas en Rusia.
- Yulia Savicheva es la única artista que se reemplaza a sí misma en la parte superior de la tabla de opciones de audiencia de Tophit.[20]

### Top Hit Live
Conciertos anuales de cantantes de éxito y otras estrellas rusas del pop (desde 2005).

### TopHit Spy
Un sistema automático de seguimiento de las ondas de radio para identificar las canciones más reproducidas. Desde 2017, TopHit supervisa de forma independiente las ondas de las emisoras de radio asociadas las 24 horas del día para obtener datos (el número de emisoras en este momento se acerca al millar).

### TopHit Pay
Sistema de recogida de donativos para músicos.

## Criterios de las listas
Los datos estadísticos se recopilan sobre las canciones y se colocan en Tophit. Como regla general, dicha lista se basa en las nuevas composiciones, elegidas por la administración del portal, así como en las canciones, ya publicadas en el portal pero que deben llamarse la atención (por ejemplo, aquellas que están respaldadas por una campaña promocional). o un video musical).
Las listas se basan en los datos de rotación de la lista de reproducción de canciones, recibidos directamente de las estaciones de radio asociadas, y el número de canciones reproducidas en los programas de solicitud. Como resultado, se tienen en cuenta hasta 20 parámetros en relación con cada emisora de radio (dónde emite, cuántas ciudades y pueblos cubre, cómo se hacen técnicamente las listas de reproducción y quién lo hace, etc. ).
A pesar de una gran cantidad de datos procesados, las listas de Tophit todavía entran en la categoría de rotación de radio, es decir, tienen en cuenta el número de giros de canciones en la radio, pero no tienen nada en común con el volumen de ventas de canciones en CD o descargas en el web.

## Premios Top Hit Music

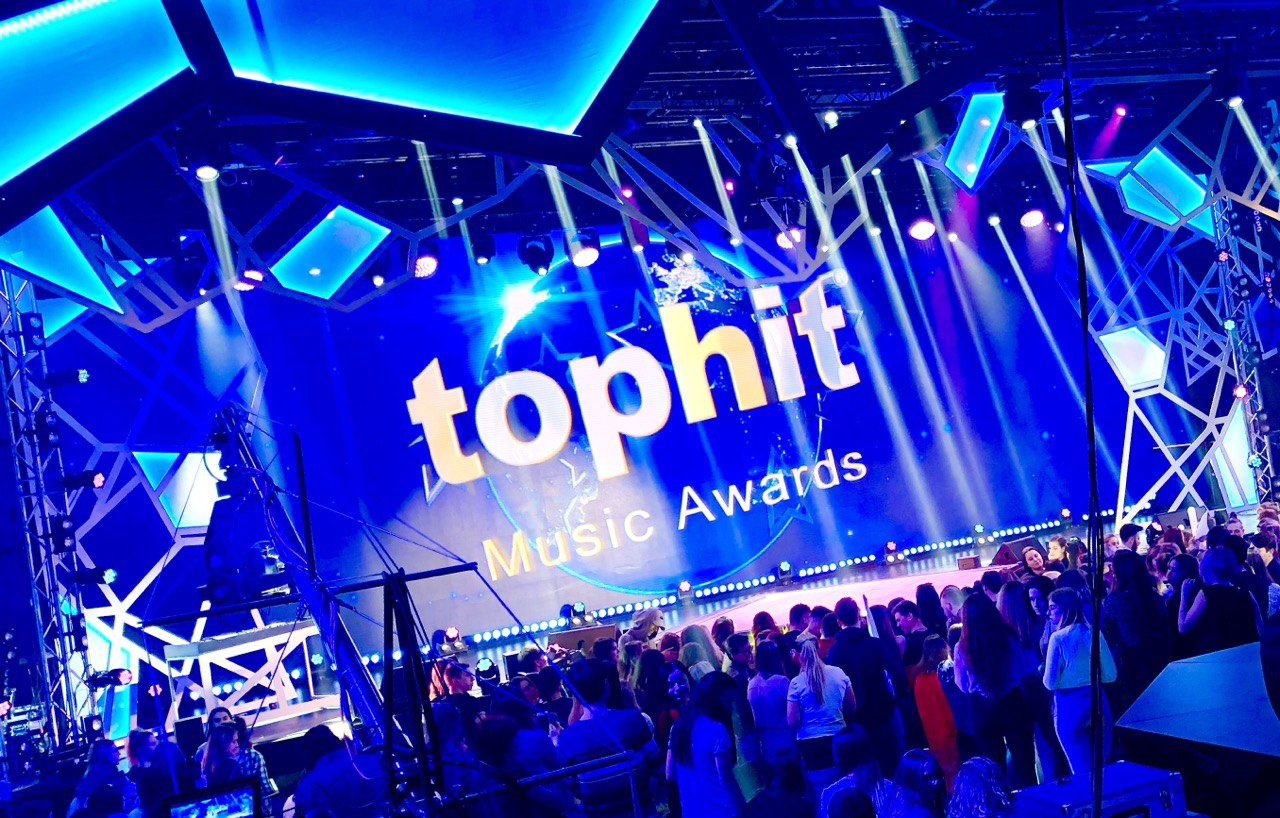
Escenario de los Top Hit Music Awards

Top Hit Music Awards es un premio musical que TopHit concede anualmente a los artistas de los éxitos más populares en la radio e Internet, así como a compositores, productores y sellos discográficos. En Rusia, los premios se entregan en ceremonias anuales celebradas en Moscú. En abril de 2020, por primera vez, los Top Hit Music Awards Ukraine reconocieron a los mejores intérpretes, autores y sellos discográficos de Ucrania.
La cantante Elka describió así los premios: Hay premios de música de imagen, no está mal, está muy bien, pero todos son un poco subjetivos de una forma u otra, porque es un grupo de personas el que decide. Pero TopHit es pura estadística, y eso es lo que lo hace grande. Porque no está sujeto a ninguna duda, es sólo un corte transversal estadístico, son hechos que no se pueden cuestionar. Es un premio puramente profesional, y recibirlo es celebrar tu éxito y el de tu equipo. En 2020, Elka fue galardonada con un premio TopHit especial - "artista de la década"- ya que, según TopHit, "sus canciones han sonado en varias emisoras de radio más de 19 millones de veces en los últimos 10 años".
En el marco de los premios anuales Top Hit Music Awards, artistas legendarios y creadores de éxitos radiofónicos populares entran a formar parte del Salón de la Fama Top Hit. Las emisoras de radio asociadas a TopHit eligen cada año por votación a sus 10 nominados. Los miembros actuales del Salón de la Fama eligen por votación secreta a los dos más dignos, en su opinión, y se convierten en los nuevos miembros del "club de las estrellas".

## Revisión de desempeño y desarrollo
En 2012, los expertos del holding de información InterMedia Evgeny Safronov y Alexei Mazhaev expresaron la opinión de que las listas elaboradas por la empresa no pueden reflejar una imagen completa de la popularidad de los artistas en Rusia, ya que TopHit, junto con Moskva.FM, se dedica a la investigación de audiencias radiofónicas. No obstante, los expertos calificaron las listas del portal de profesionales.
Boris Barabanov también señaló que las actividades del portal son más conocidas por los profesionales de la industria musical que por el público en general.

Uno de los recursos más productivos basados en el principio de las listas de éxitos es TopHit. Se trata de un mecanismo bastante autorizado en los círculos profesionales, que permite a los creadores de obras publicarlas en el sitio para que las descarguen las emisoras de radio. Las emisoras, una vez descargado el tema, informan de si ha entrado en antena y de la demanda que tiene, en caso afirmativo. El modelo TopHit se considera muy eficaz en el mercado".

Guru Ken calificó a TopHit de líder en el segmento del suministro de contenidos multimedia para la emisión radiofónica. 
Anastasia Markina, de la revista Kompaniya, también describió el portal como líder en su segmento de mercado y señaló: "TopHit ha reunido bajo su ala a más de 400 emisoras de radio, así como a más de 60 canales de televisión. Por otra parte, más de mil titulares de derechos trabajan con el portal, entre ellos la mayoría de las discográficas, incluidas las majors de la música: Sony Music, Universal Music, Warner Music y EMI/Gala Records".
En 2007, el proyecto recibió el Premio Popov de la Industria "por una gran contribución al desarrollo de la radiodifusión en lengua rusa en el extranjero". En 2010, los datos finales del portal correspondientes a 2009 se convirtieron en una fuente para determinar los nominados al premio "Dios del Aire" (la versión musical del Premio Popov en el ámbito de la radiodifusión).

## Hitos del artista

### Puntuaciones más altas por el número de sencillos №1 (Rusia y países de la CEI - Airplay Detection Top Hit 100)
Desde el 5 de enero de 2015, Nyusha tiene el récord de más sencillos # 1 con 8. Nyusha había empatado previamente con MakSim y Vintage para el récord con 7 sencillos # 1 cada uno.
| Canciones Nº1 | Artista         | Mayor hit                                                    |
| ------------- | --------------- | ------------------------------------------------------------ |
| 8             | Nyusha          | "Vibirat' chudo (Choose Your Miracle)" (12 weeks)            |
| 7             | MakSim          | "Мой рай (My Paradise)" "Лучшая ночь (Best Night)" (7 weeks) |
| 7             | Vintage         | "Ева (Eva)" (9 недель)                                       |
| 5             | Serebro         | "Скажи, не молчи (Tell Me Not Be Silent)" (13 weeks)         |
| 5             | Dima Bilan      | "Невозможное возможно (Impossible Is Possible)" (10 weeks)   |
| 5             | Julia Savicheva | "Привет (Hello)" (10 weeks)                                  |
| 4             | Ёlka            | "На большом воздушном шаре (On the big balloon)" (8 weeks)   |
| 3             | Rihanna         | "Diamonds" (16 weeks)                                        |
| 3             | Vera Brezhneva  | "Любовь спасёт мир (Love will save the world)" (9 weeks)     |
| 3             | VIA Gra         | "Поцелуи (Kiss)" (7 weeks)                                   |
| 3             | Dan Bălan       | "Chica Bomb" (4 weeks)                                       |
| 3             | Gradusy         | "Голая (The Naked)" (10 weeks)                               |
| 3             | Valeriya        | "Нежность моя (My Tenderness)" (3 weeks)                     |
| 3             | Irakli          | "Время (Time)" (12 weeks)                                    |

### Puntuaciones altas por el número de sencillos №1 (Ucrania)
| Number hits №1 | Artist         | «Biggest» hit (by most weeks at #1)                               |
| -------------- | -------------- | ----------------------------------------------------------------- |
| 6              | LOBODA         | "40 градусов" (40 Degrees)" (13 weeks)                            |
| 5              | Ani Lorak      | "Зажигай сердце" (Warm Up Heat)" (4 weeks)                        |
| 4              | Delice         | "Нежно-нежно (Tenderly-Tenderly) " (Suavemetne Cover)" (10 weeks) |
| 3              | Vera Brezhneva | "Лепестками слёз" (With Rose Petals) " (15 weeks)                 |
| 2              | Elka           | "Около тебя" (By You)" (10 weeks)                                 |
| 2              | Dan Balan      | "Лепестками слёз" (With Rose Petals)" (15 weeks)                  |
| 2              | Tina Karol     | "Жизнь продолжается" (Life Goes On)" (5 weeks)                    |
| 2              | Nu Virgos      | "Перемирие" (Truce)"(5 weeks)                                     |

### Mayor número de sencillos # 1 en la lista (Kiev)
- 5 — LOBODA
- 5 — Ani Lorak
- 5 — Vera Brezhneva
- 4 — Alyosha
- 4 — Delice
- 4 — Nu Virgos
- 3 — Iryna Bilyk
- 3 — Dima Bilan
- 2 — Lady Gaga

### Mayor número de sencillos consecutivos # 1 (países de la CEI)
- 7 — MakSim (2006—2009)
- 3 — Nyusha (2010—2011); (2013—2015)
- 3 — Elka (2010—2011)
- 3 — Vintage (2008—2009)
- 3 — Serebro (2008—2009)
- 3 — Yulia Savicheva (2005—2006)
- 3 — Irakli (2004—2006)
- 2 — Dima Bilan (2006—2007)
- 2 — Vera Brezhneva (2010—2011)
- 2 — Rihanna (2012—2013)
- 2 — Valeriya (2006)

### Mayor número de sencillos #1 en programas de solicitud
- 10 - Serebro
- 9 - Yulia Savicheva
- 8 - Nyusha
- 6 - Dima Bilan
- 6 - Nu Virgos
- 5 - Vendimia
- 4 - Elka
- 3 - MakSim
- 2 - Ani Lorak

### Artistas con el mayor número de sencillos en el Top 10 (Airplay Detection Top Hit 100)
- 15 — Dima Bilan
- 14 — Yulia Savicheva
- 12 — David Guetta, Serebro
- 10 — Rihanna
- 9 — MakSim, Vintage, Sofia Rotaru, Valeriya
- 8 — Nyusha, Britney Spears, Irakli
- 7 — Madonna, Lady Gaga, Pitbull, Jasmin
- 6 — Calvin Harris, Shakira, Glukoza, Band'Eros, Blestyashchie, Valery Meladze, Dmitry Malikov

### Artistas con la mayoría de las semanas en el n. ° 1 (Lista general)
| Semana | Artista         |
| ------ | --------------- |
| 54     | Nyusha          |
| 34     | MakSim          |
| 33     | Dima Bilan      |
| 31     | Serebro         |
| 26     | Yulia Savicheva |
| 26     | Vendimia        |
| 25     | Irakli          |
| 21     | Elka            |
| 18     | Rihanna         |

### Artistas con la mayoría de semanas en el #1 (Lista de elección del público)
| Semanas | Artista         |
| ------- | --------------- |
| 62      | Serebro         |
| 62      | Nyusha          |
| 39      | Yulia Savicheva |
| 34      | Sergey Lazarev  |
| 25      | Dima Bilan      |
| 24      | Clásico         |
| 22      | MakSim          |
| 15      | Elka            |

### Artistas con la mayoría de las semanas en el n. ° 1 (lista rusa)
| Semanas   | Artista           |
| --------- | ----------------- |
| 43        | Nyusha            |
| 19        | Elka              |
| dieciséis | Pharrell Williams |

### Artistas con la mayor cantidad de semanas en el # 1 (Lista de Moscú)
| Semanas   | Artista           |
| --------- | ----------------- |
| 26        | Pharrell Williams |
| 20        | Dima Bilan        |
| 19        | MakSim            |
| 18        | Robin Schulz      |
| dieciséis | Virgen            |
| 15        | Rihanna           |
| 15        | Dan Balan         |

### Artistas con la mayor cantidad de semanas en el # 1 (lista de Ucrania)
| Semanas | Artista        |
| ------- | -------------- |
| 34      | LOBODA         |
| 31      | Vera Brezhneva |
| 19      | Delice         |
| 18      | Elka           |
| 17      | Alyosha        |

### Artistas con la mayoría de las semanas en el n.°1 (lista de Kiev)
| Semanas | Artista        |
| ------- | -------------- |
| 40      | Vera Brezhneva |
| 28      | LOBODA         |
| 27      | Elka           |
| 24      | Delice         |
| 22      | Alyosha        |